# Dick Bittner
Richard John "Dick" Bittner, född 12 januari 1922, död 24 mars 2002, var en amerikansk professionell ishockeymålvakt som spelade en match i National Hockey League för Boston Bruins säsongen 1949/1950.